# Borisav Pisić
Borisav Pisić (né le 31 janvier 1949 à Zvornik - mort le 21 avril 2015 à Belgrade) est un athlète yougoslave spécialiste du 110 mètres haies.
Il remporte deux titres consécutifs lors des Jeux méditerranéens.

## Palmarès
| Date | Compétition         | Lieu  | Place | Épreuve     | Performance |
| ---- | ------------------- | ----- | ----- | ----------- | ----------- |
| 1975 | Jeux méditerranéens | Milan | 1er   | 110 m haies | 14 s 29     |
| 1975 | Universiades        | Rome  | 3e    | 110 m haies | 14 s 28     |
| 1979 | Jeux méditerranéens | Split | 1er   | 110 m haies | 13 s 85     |
| 1979 | Jeux méditerranéens | Split | 3e    | 4 × 100 m   | 40 s 53     |